# Konrad Steindl
Konrad Steindl (* 3. September 1955 in Hof bei Salzburg) ist ein österreichischer Unternehmer, Politiker (ÖVP) und ehemaliger Abgeordneter zum Österreichischen Nationalrat.

## Ausbildung und Beruf
Konrad Steindl absolvierte nach dem Besuch der Volks- und Hauptschule zwischen 1971 und 1978 eine Ausbildung zum Wirtschaftstreuhänderpraktikant, Steuersachbearbeiter und Bilanzbuchhalter. Er war ab 1978 Leiter des Rechnungswesen im Autohaus Neuhofer und zwischen 1980 und 1984 dessen Geschäftsführer. 1984 gründete er die Steindl-Mayr OHG und ist seit 1984 Mitinhaber und Geschäftsführer von Kfz-Betrieben. 2007 wurde ihm der Titel Kommerzialrat verliehen.

## Politik
Konrad Steindl war zwischen 1994 und 1997 Gemeinderat in Plainfeld und zwischen 1997 und 2004 Vizebürgermeister der Gemeinde. Er ist seit 1995 Bezirksparteiobmann-Stellvertreter der ÖVP Flachgau und seit 1998 Vorstandsmitglied des Österreichischen Wirtschaftsbundes in der Landesgruppe Salzburg. Seit 2003 ist er zudem Spartenobmann Gewerbe und Handwerk in der Wirtschaftskammer Salzburg und seit 2007 Stellvertretender Bundesspartenobmann für Gewerbe und Handwerk. Steindl wirkt seit 1993 in der Innung der Kfz-Mechaniker und wurde 1996 zum Landesinnungsmeister-Stellvertreter gewählt. Von 2002 bis 2013 saß Steindl für die ÖVP im Nationalrat.

## Privates
Konrad Steindl ist seit 1978 verheiratet und hat zwei Kinder.